# Bieszanki
Bieszanki (biał. Бешанкі, Bieszanki; ros. Бешенки, Bieszenki) – wieś na Białorusi, w obwodzie grodzieńskim, w rejonie lidzkim, w sielsowiecie Możejków, w pobliżu ujścia Kościeniewki do Lebiody.

## Historia
W XIX i w początkach XX w. położone były w Rosji, w guberni wileńskiej, w powiecie lidzkim, w gminie Lebioda.
W dwudziestoleciu międzywojennym leżały w Polsce, w województwie nowogródzkim, w powiecie szczuczyńskim (od 29 maja 1929, wcześniej w powiecie lidzkim), w gminie Lebioda. W 1921 miejscowość liczyła 179 mieszkańców, zamieszkałych w 35 budynkach, w tym 167 Białorusinów, 3 Polaków i 9 osób innej narodowości. 169 mieszkańców było wyznania prawosławnego i 10 rzymskokatolickiego.
Po II wojnie światowej w granicach Związku Sowieckiego. Od 1991 w niepodległej Białorusi.